# Parti de la solidarité de la patrie
 (janvier 2022).
Le Parti de la solidarité de la patrie ( anglais : Homeland Solidarity Party ), mieux connu sous le nom de STAR, est un parti local basé au Sabah (Bornéo, Malaisie) et fondé par Datuk Dr. Jeffrey G. Kitingan, le frère cadet de l'ancien président du Parti uni de Sabah Tan Sri Datuk Seri Panglima Joseph Pairin Kitingan. Le parti a été formé et approuvé en 2016 par le Societies Act 1966. En 2021, le parti a réussi à rassembler 340 000 membres et des succursales ont été officiellement ouvertes dans tous les coins de Sabah. Le parti recherche et protège également activement les droits du peuple de Sabah à travers les Nations unies, l'UNESCO et également à travers tous les documents de preuve authentiques.